# Diocese de Huajuapan de León
A Diocese de Huajuapan de León (em latim: Dioecesis Huaiuapanensis) é uma diocese da Igreja Católica localizada no município de Huajuapan de León, no estado de Oaxaca, pertencente a Arquidiocese de Puebla de los Ángeles no México. Foi fundada em 25 de abril de 1902 pelo Papa Leão XIII. Com uma população católica de 1.285.000 habitantes, sendo 97,5% da população total, possui 76 paróquias com dados de 2021.

## História
Em 25 de abril de 1902 o Papa Leão XIII cria a Diocese de Mixtecas através dos territórios da Arquidiocese de Antequera e da Diocese de Tlaxcala. Em 1903 a Diocese de Mixtecas tem seu nome alterado para Diocese de Huajuapan de León.

## Lista de bispos
A seguir uma lista de bispos desde a criação da diocese em 1902.
|                                      | Nome                             | Período                     | Notas                                  |
| Bispos de Huajuapan de León          | Bispos de Huajuapan de León      | Bispos de Huajuapan de León | Bispos de Huajuapan de León            |
| ------------------------------------ | -------------------------------- | --------------------------- | -------------------------------------- |
| 9º                                   | Miguel Ángel Castro Muñoz        | 2021 - atual                |                                        |
| 8º                                   | Teodoro Enrique Pino Miranda     | 2000 - 2020                 | Faleceu no cargo                       |
| 7º                                   | Felipe Padilla Cardona           | 1992 - 1996                 | Nomeado bispo coadjutor de Tehuantepec |
| 6º                                   | José de Jesús Aguilera Rodriguez | 1982 - 1991                 | Faleceu no cargo                       |
| 5º                                   | José López Lara                  | 1967 - 1981                 | Nomeado bispo de San Juan de los Lagos |
| 4º                                   | Celestino Fernández y Fernández  | 1952 - 1967                 | Faleceu no cargo                       |
| 3º                                   | Jenaro Méndez del Río            | 1933 - 1952                 | Faleceu no cargo                       |
| 2º                                   | Luis María Altamirano y Bulnes   | 1923 - 1933                 | Nomeado bispo de Tulancingo            |
| 1º                                   | Rafael Amador y Hernández        | 1903 - 1923                 | Faleceu no cargo                       |
| Bispos de Mixtecas                   |                                  |                             |                                        |
| 1º                                   | Rafael Amador y Hernández        | 1903 - 1903                 | Nomeado bispo dessa diocese            |
| Bispos auxiliar de Huajuapan de León |                                  |                             |                                        |
| 1º                                   | Celestino Fernández y Fernández  | 1948 - 1952                 | Nomeado bispo dessa diocese            |